# Pureness/nanairo
pureness/nanairo (pureness／七色?) è il quarto singolo della cantautrice giapponese Nana Kitade, pubblicato il 17 novembre 2004. Debuttò alla posizione numero 60 dell'Oricon. La canzone pureness è stata utilizzata come sigla di chiusura della serie anime Beet the Vandel Buster.

## Tracce
1. pureness
2. Nanairo (七色)
3. pureness (Instrumental)
4. Nanairo (Instrumental)